# Thamara Barth
Thamara Barth (* 1974 in Heilbronn) ist eine deutsche Schauspielerin.

## Leben
Barth stammt aus einer kreativ tätigen Familie. Ihr Vater ist Keramikmeister und Bildhauer, ihre Mutter studierte Modedesign und ist Schneidermeisterin. Barth hat eine ältere Schwester und eine Zwillingsschwester. Barth wuchs in Oedheim bei Heilbronn auf. Sie erlernte zunächst den Beruf der Sozialversicherungsfachangestellten und war bis zu ihrem 23. Lebensjahr bei der Barmer Ersatzkasse in Heilbronn tätig.
Sie absolvierte dann von 1997 bis 2000 ihr Schauspielstudium am „Münchner Schauspielstudio“, wo sie u. a. im Rollenstudium, sowie in Sprachtraining, Körpertraining und Improvisation ausgebildet wurde. Sie erhielt außerdem eine Gesangsausbildung bei Charles Kálmán, Bruno Hetzendorfer, Andreas Lübke und Andrea Gres. Eine Tanzausbildung absolvierte sie an der New York City Dance School sowie in Stuttgart und wirkte bei mehreren freien Tanztheaterproduktionen mit.
Theaterengagements hatte sie u. a. bei den Burgfestspielen Jagsthausen (1997), am Theater44 in München (u. a. 1998, als Eliza Doolittle im Musical My Fair Lady), am Musicaltheater Füssen (2000), am Stadttheater Erding (2001, als Julchen Poppendick in der Komödie Der alte Feinschmecker von Ludwig Thoma) und an den Hamburger Kammerspielen (2005, Regie: Dieter Wedel).
Zu ihren Partnern in verschiedenen TV-Produktionen gehörten u. a. Fritz Karl, Katja Weitzenböck, Ulrich Tukur, Otto Schenk, Uwe Ochsenknecht, Rita Russek und Hans Sigl. Sie übernahm Haupt- und Nebenrollen in verschiedenen Fernsehreihen und Fernsehserien, u. a. in Mord in bester Gesellschaft (2010), Die Bergretter (2010), Der Bergdoktor (2012, als Mutter, deren kleine Tochter in der Nähe eines Gletschers abstürzt) und Hubert und Staller (2015, als Lebensgefährtin eines schwerverletzten Unfallopfers).
Im Januar 2018 war Barth in der ZDF-Fernsehreihe Rosamunde Pilcher in dem Film Geerbtes Glück als Jugendamtsmitarbeiterin Jessica Mason zu sehen. 2018 spielte sie in der ZDF-Serie Die Rosenheim-Cops in der Folge Die letzte Lieferung mit. In der internationalen Fantasy-Produktion The Jester from Transylvania (2020) spielte sie die Rolle der Sarah Lang. In der 21. Staffel der ZDF-Serie Die Rosenheim-Cops (2021) war Barth erneut in einer Episodenrolle zu sehen, diesmal als tatverdächtige Geliebte eines getöteten Fitnesstrainers.
Barth arbeitet auch als Werbedarstellerin. Neben ihrer Tätigkeit als Schauspielerin ist sie als Schmuckdesignerin mit einem eigenen Online-Shop tätig. Barth war mit Herbert Jarczyk-Kalman, dem Adoptivsohn des Komponisten Charles Kálmán, liiert. Sie lebt in München und Berlin. Seit 2017 lebt sie mit ihrem Partner, dem Herzchirurgen Rüdiger Lange vom Deutschen Herzzentrum München, am Starnberger See.

## Filmografie (Auswahl)
- 2001: Liebe unter weißen Segeln (Fernsehfilm)
- 2003: Utta Danella – Der Sommer des glücklichen Narren (Fernsehfilm)
- 2004: Ein Baby zum Verlieben (Fernsehfilm)
- 2005: Ein Luftikus zum Verlieben (Fernsehfilm)
- 2006: Papa und Mama (Fernsehfilm)
- 2007: Tatort: Bienzle und sein schwerster Fall (Fernsehreihe)
- 2007: Mein alter Freund Fritz (Fernsehfilm)
- 2007: Liebe auf den dritten Blick (Fernsehfilm)
- 2007: Dahoam is Dahoam: Unruhige Zeiten (Fernsehserie, eine Folge)
- 2009: Rosamunde Pilcher – Herzenssehnsucht (Fernsehreihe)
- 2010: Mord in bester Gesellschaft – Das eitle Gesicht des Todes (Fernsehreihe)
- 2010: Die Bergretter: Nur die Hoffnung zählt (Fernsehserie, eine Folge)
- 2011: Liebe ohne Minze (Fernsehfilm)
- 2012: Der Bergdoktor: Eiszeit (Fernsehserie, eine Folge)
- 2015: Hubert und Staller: Klinisch tot (Fernsehserie, eine Folge)
- 2018: Rosamunde Pilcher – Geerbtes Glück
- 2018: Die Rosenheim-Cops: Die letzte Lieferung (Fernsehserie, eine Folge)
- 2020: The Jester from Transylvania
- 2021: Die Rosenheim-Cops: Ein makelloser Mord (Fernsehserie, eine Folge)